# Alphonse Chérel
Alphonse Chérel (geb. 3. Juni 1882 in Rennes – gest. 7. September 1956 in Libourne) war ein französischer Pädagoge, Übersetzer, Sprachwissenschaftler und Lehrbuchautor. Er gründete den Verlag Assimil für Sprachkurse.

## Leben und Werk
Chérel wuchs in dem Ort Romazy in der Bretagne auf. Hier besaß sein Vater eine Mühle. Im Kindesalter las er das Buch Le Tour de la France par deux enfants von Augustine Tuillerie. Das Werk sollte französischen Schülern einen Überblick über Geographie und verschiedene Regionen geben. Dies war ein Schlüsselmoment für Chérel, da er ein starkes Interesse für andere Länder und ihre Sprachen entwickelte. Im Jahr 1902 wurde er Präzeptor und arbeitete für vier Jahre in London. Hierauf folgte 1906 eine Anstellung in Berlin. 1909 arbeitete er dann in Moskau. Zu dieser Zeit beherrschte er fließend Deutsch, Englisch und Russisch.
Mit Beginn des Ersten Weltkriegs arbeitete er für die französische Armee als Übersetzer. Seine Fähigkeiten vier Sprachen fließend zu beherrschen waren gefragt und ermöglichtem ihm, nicht zur Front eingezogen zu werden. In dieser Zeit übersetzte er u. a. deutsche Nachrichten und Schriftstücke. Bei der Schlacht von Gallipoli übersetzte er die Kommunikation zwischen dem französischen und britischen Generalstab. Während der Schlacht wurde er verwundet und fiel ins Delirium. Nach diesem Ereignis soll er mehrere Tage ausschließlich Deutsch gesprochen haben, was dazu führte, dass man ihn für einen deutschen Agenten hielt. Nachdem die Genesung abgeschlossen war, konnte er wieder alle Sprachen sprechen und der Verdacht wurde fallengelassen.
Nach dem Krieg bereiste er Italien und Spanien und lernte auch diese beiden Sprachen. 1927 zog er nach Paris und arbeitete als Sprachlehrer. 1929 gründete er dann den Assimil Sprachverlag. Er veröffentlichte Sprachkurse für Englisch, Deutsch, Italienisch, Spanisch und Russisch. Bei einem Fahrradunfall verlor er ein Bein. Nichtsdestotrotz arbeitete er mit großen Einsatz für seinen Verlag. 1933 veröffentlichte er für seine Kurse Schallplatten mit Sprachaufnahmen. Zu der damaligen Zeit ein äußerst moderner Ansatz.
1940 heiratete er im Alter von 58 Jahren eine Opernsängerin. Mit ihr bekam er zwei Söhne. Nach dem Zweiten Weltkrieg veröffentlichte er ein Lehrbuch für Portugiesisch. 1956 verstarb er an einer intrazerebralen Blutung.